# Reduzierte-Syntax-Therapie
Die Reduzierte-Syntax-Therapie (REST) ist eine sprachtherapeutische Methode zur Behandlung von schwerem Agrammatismus, deren Ziel es ist, die syntaktische Struktur der Spontansprache einer Person zu verbessern und so ihre sprachlichen Kommunikationsmöglichkeiten zu erweitern.

## Voraussetzungen
Damit die Reduzierte-Syntax-Therapie als therapeutische Maßnahme angewendet werden kann, muss bei einer Person eine agrammatische Spontansprache diagnostiziert sein. Es handelt sich dabei um eine Sprechweise, die durch folgende Merkmale gekennzeichnet ist:
- kurze Sätze; bei schwerem Agrammatismus bestehen diese meist nur aus einem oder zwei Wörtern;
- einfache Sätze, d. h. nahezu ausschließlich Hauptsätze und keine Satzgefüge mit eingebetteten Nebensätzen;
- häufige Auslassungen von Funktionswörtern, also Artikel, Pronomen, Präpositionen und Konjunktionen;
- Auslassungen von Flexionsformen, also grammatischen Morphemen wie Kasusendungen oder deren Ersatz durch unmarkierte Formen wie z. B. Nominativ;
- Auslassungen des finiten Teils des Verbs, während der infinite Teil oft realisiert wird.

Patienten, die mit der REST-Methode behandelt werden, sind folglich solche, deren Spontansprache zu Beginn der Therapie praktisch nur aus Ein- bis Zweiwortäußerungen besteht und die (fast) keine finiten Verben und nur wenige Funktionswörter verwenden. Personen, die finite Verbformen und Äußerungen mit mehreren syntaktischen Konstituenten mühelos produzieren können, sind für diese Therapiemethode nicht vorgesehen.
Weitere Bedingungen im Einsatz der REST sind:
- Das Benennen von Abbildungen mit frequenten morphologisch einfachen Nomen und Verben sollte vom Patienten ohne allzu große Abrufprobleme möglich sein.
- Ein gutes Sprachverständnis des Patienten ist günstig. Wenn die rezeptiven Fähigkeiten nicht ausreichen, müssen jedoch parallel zu den einzelnen Therapiephasen Sprachverständnisübungen gemacht werden.
- Es ist für den Therapieerfolg günstig, wenn auch die Schriftsprache unterstützend in die REST einbezogen wird.

## Grundlagen und Ziel der Therapie
Die Therapieansätze zur Behandlung des Agrammatismus kann man in verschiedene Methodengruppen zusammenfassen. REST ist ein so genannter strategieorientierter Ansatz. Dabei geht man davon aus, dass ähnliche Symptome an der sprachlichen Oberfläche (wie eben agrammatische Spontansprache) durch unterschiedliche Störungen verursacht werden können. Das Ziel der Therapie ist diesbezüglich die Reorganisation spezifischer sprachlicher und kognitiver Verarbeitungsrouten, d. h. die Optimierung von erhaltenen Routen, die Modifizierung von gestörten Prozessen und die Entwicklung von kompensatorischen Strategien. In jedem Einzelfall werden deshalb jeweils speziell dafür geeignete Therapiemaßnahmen getroffen.
Das Therapieziel des bei der Reduzierten-Syntax-Therapie verwendeten Ansatzes ist nicht an der sprachlichen Norm orientiert. Den Patienten muss deutlich gemacht werden, dass es lediglich das Ziel ist, in Alltagsgesprächen mehr Inhalte vermitteln zu können, ohne auf die richtige Satzform achten zu müssen.

## Therapeutisches Vorgehen
Die Patienten werden stimuliert, syntaktische Strukturfragmente ganzheitlich abzurufen und ohne morphologisch-syntaktische Weiterverarbeitung zu äußern. Hilfreich ist es dabei, wenn zu Beginn der Therapie ein möglichst enger semantischer Bezug zwischen den Inhaltswörtern der einzelnen syntaktischen Konstituenten besteht, weil dadurch der Abruf der Lexeme aus dem mentalen Lexikon erleichtert wird.
Die Erarbeitung der sprachlichen Strukturen im Patienten erfolgt in mehreren, genau definierten Therapiephasen, die systematisch aufeinander aufbauen.

### Phase 1
Das therapeutische Ziel ist, dass der Patient Äußerungen mit zwei syntaktischen Konstituenten machen kann, wobei jede Konstituente nur aus einem Wort besteht.
Die vom Therapeuten vorgegebenen Satzfragmente bestehen dabei aus einem infiniten Verb und einem direkten Objekt oder einem Adverb, wobei die syntaktische Struktur der einer Verbalphrase mit einem infiniten Verb am Ende entspricht. Den Patienten werden dazu Abbildungen von Tätigkeiten wie „Kaffee trinken“, „Hände waschen“ oder „Blumen gießen“ vorgelegt. Beide Wörter müssen beim Reproduzieren vom Patienten in einer Intonationseinheit geäußert werden.
Zunächst wird das rezeptive Verständnis für die Objekt-Verb-Verbindung überprüft, indem die oben angeführten Äußerungen auditiv vorgegeben werden und der Patient auf die entsprechende Abbildung zeigen soll. Wenn dies sicher gelingt, wird eine semantisch engere Auswahlmenge vorgegeben, bei der einmal das Nomen und einmal das Verb wechselt, wie z. B. „Brot schneiden / Brot essen / Wurst schneiden / Wurst essen“.
Zum Eintrainieren der Strukturen sind Übungen sinnvoll, bei denen der Patient elliptische Äußerungen geben soll, z. B.: „Monika will heute Kuchen backen. Was will Monika heute tun?“ – „Kuchen backen“.
So früh wie möglich wird versucht, Zweiwortäußerungen auch in der Spontansprache zu aktivieren. Fragen nach dem Tagesablauf sind dabei besonders geeignet. Dabei werden auch die Perfektformen verwendet, die den Patienten oft keine Probleme bereiten, wie z. B. „Tee getrunken“.
Ein häufiges Problem für Patienten ist aber, dass viele frequente Verben, vornehmlich Verben mit Präfix, morphologisch komplex sind. In vielen Fällen sind deshalb Übungen mit komplexen Verben wie „an-“ versus „ausmachen“ oder „auf-“ versus „zumachen“ nötig. Es eignet sich u. a. folgende Übung: Der Therapeut und der Patient behaupten in einem gespielten Streitgespräch jeweils das Gegenteil. So sagt der Therapeut z. B.: „Tür aufmachen“ und der Patient sagt: „Tür zumachen“.

### Phase 2
In dieser Phase werden Präpositionalphrasen eingeführt, die – wie auch die Objekte und Adverbien – eng ans Verb gebunden und somit Teil der Verbalphrase sind.
In dieser Phase ist es auch wichtig, an der Differenzierung der Bedeutung von Präpositionen zu arbeiten. Einüben kann man dies gut durch Kontrastpaare wie „nach Köln gefahren“ versus „aus Köln gekommen“.

### Phase 3
Normalerweise stellt der Übergang von Phase 2 zu Phase 3 einen entscheidenden Therapieschritt dar, den einige, aber nicht alle Patienten bewältigen können. Mit Phase 3 wird erst begonnen, wenn die Strukturen aus den vorherigen Phasen in der Übungssituation flüssig abrufbar und in der Spontansprache häufig zu beobachten sind.
In Phase 3 werden die Strukturen aus den Phasen 1 und 2 durch drei weitere Strukturen erweitert:
- Subjekt und intransitives Verb (z. B. „Frau geschlafen“)
- Subjekt, Objekt und transitives Verb (z. B. „Kati Bein gebrochen“)
- Subjekt, Adverbial und intransitives Verb (z. B. „Otto laut gelacht“)

Diese Strukturen mit Subjekt sind schwieriger, da sie syntaktisch komplexer und wahrscheinlich nicht als Satzfragmente im syntaktischen Netzwerk ganzheitlich zugänglich sind. Sie entsprechen auch nicht den elliptischen Strukturen der normalen Umgangssprache.
Man sollte bei Strukturen ohne Objekt nur intransitive Verben verwenden, damit sich die Patienten daran gewöhnen, bei transitiven Verben auch das Objekt zu verbalisieren. Zur Erarbeitung dieser Strukturen wird den Patienten erklärt, dass jede Äußerung eine Angabe zum Agens, Patiens und Verb enthalten muss, entsprechend dem Schema: „Wer was gemacht?“
Es ist auch wichtig dem Patienten zu vermitteln, dass er das Subjekt nur dann in die Äußerung mit aufnimmt, wenn dies pragmatisch erforderlich ist, d. h. wenn es nicht mit dem Sprecher identisch ist oder wenn es nicht im Kontext bereits genannt wurde.

### Phase 4
In dieser Phase werden die Strukturen der Phasen 1 – 3 durch freie Ergänzungen erweitert, z. B. der Form „Bei H&M habe ich ein Kleid gekauft.“ – „Ich habe ein Kleid gekauft bei H&M.“
Für Patienten ist es meist leichter, wenn zunächst für eine neue Konstituente eine fixe Position im Satz vorgegeben ist. Freie Ergänzungen der Zeit sollen hierbei als erste Konstituente im Satz verwendet werden und freie Ergänzungen des Ortes sollen ans Ende des Satzes gestellt werden, z. B.: „Morgen Ausflug machen“ bzw. „Buch gekauft in Füssen“. Die fixe Abfolge für die Therapie könnte also lauten: „Wann/wer/was gemacht/wo“.
Präpositionalphrasen, die Teil der Verbalphrase sind, sollen unmittelbar vor dem Verb stehen, wie in: „Frau ins Kino gegangen“.

### Phase 5
In der letzten Phase werden die Strukturen dadurch erweitert, dass bitransitive Verben ausgewählt und mit direktem und indirektem Objekt stimuliert werden – also Verben wie „geben“, „widmen“, „verbitten“, „beschuldigen“.
| Therapeutische Phase | syntaktische Konstituenten (syntaktische Funktion)                         | Beispiele                                                   |
| -------------------- | -------------------------------------------------------------------------- | ----------------------------------------------------------- |
| 1                    | NP – V (direktes Objekt – infinites Verb)                                  | Briefe schreiben Kaffee getrunken                           |
| 1                    | AP – V (Adverb – infinites Verb)                                           | schlecht geschlafen lange gewartet                          |
| 2                    | PP – V (Adverbial – infinites Verb)                                        | nach Köln gefahren auf Baum klettern                        |
| 3                    | NP – V (Subjekt – infinites Verb)                                          | Frau geschlafen Peter geweint                               |
| 3                    | NP – NP – V (Subjekt – Objekt – infinites Verb)                            | Willi Haus gekauft Kati Bein gebrochen                      |
| 3                    | NP – AP – V (Subjekt – Adverb – infinites Verb)                            | Otto laut gelacht Erika schnell gefahren                    |
| 3                    | NP – PP – V (Subjekt – Adverbial – infinites Verb)                         | Luise nach Füssen gefahren Klaus nach London fliegen        |
| 4                    | AP/PP – … – … – V (– AP/PP) (Zeit – … – … – infinites Verb (– Ort))        | gestern (Willi) Haus gekauft Kati Bein gebrochen in München |
| 5                    | … - NP – NP – V - … (indirektes Objekt – direktes Objekt – infinites Verb) | (Otto) Egon 5 Euro gestohlen (Fritz) Lisa Brief geschrieben |

 AP = Adverbialphrase
 NP = Nominalphrase
PP = Präpositionalphrase
 V = infinites (transitives oder intransitives) Verb 

## Therapiestudie
Anja Hegemann diskutiert auch eine Studie von Schlenck et al.
Dort wurden 11 schwergradig agrammatische Patienten mit mehr als 12 Monate zurückliegendem Störungsbeginn und Vorbehandlung durch intensive Syntaxtherapie entweder 6 Wochen lang täglich oder 12 Wochen lang dreimal in der Woche mit REST behandelt wurden. Dabei wurde durchschnittlich ein signifikanter Anstieg an Zweikonstituentenäußerungen und in geringerem Maße auch an Dreikonstituentenäußerungen erzielt. Bei 4 der untersuchten Personen wurde 10–18 Monate später eine Kontrolluntersuchung durchgeführt, bei der 3 Patienten ein stabiles Therapieergebnis und eine Person einen leichten Rückfall zu vermehrtem Einsatz von Einkonstituentenäußerungen zeigten.